# Gabriel Fulcher
Pas d'image ? Cliquez ici

a Compétitions nationales et continentales officielles uniquement.

b Matchs officiels uniquement.
Dernière mise à jour le 9 décembre 2024.
Gabriel Fulcher, né le 27 novembre 1969 à Aldershot (Angleterre), est un joueur de rugby à XV qui a évolué avec l'équipe d'Irlande au poste de deuxième ligne.

## Carrière

### En équipe nationale
Il a disputé son premier test match, le 11 juin 1994 contre l'équipe d'Australie. Son dernier test match fut contre l'équipe d'Afrique du Sud, le 13 juin 1998.
Il a disputé trois matchs de la Coupe du monde 1995.

## Palmarès
- 20 sélections
- Sélections par années : 2 en 1994, 9 en 1995, 6 en 1996, 3 en 1997, 1 en 1998
- Tournois des Cinq Nations disputés: 1995, 1996, 1997, 1998